# Herinneringsmedaille aan de Oorlog van 1870-1871
De Herinneringsmedaille aan de Oorlog van 1870-1871 (Frans: Médaille commémorative de la guerre 1870-1871) was een in 1911 ingestelde Franse onderscheiding.

## Achtergrond
De medaille was bestemd voor de veteranen van de in 1870 voor Frankrijk zo rampzalig verlopen oorlog tegen Pruisen en de Duitse staten. Na die verloren oorlog was het in Frankrijk niet tot de instelling van de gebruikelijke herinneringsmedaille gekomen, maar veertig jaar later gebeurde dat alsnog.
De wet van 9 november 1911 kende alsnog een medaille toe. De 150.000 gerechtigde veteranen van de oorlog ontvingen op initiatief van senator Maurice Berteaux een zilveren herinneringsmedaille zoals deze ook voor andere oorlogen en campagnes was uitgereikt.
De administratie werd aan de bonden van oud-strijders overgelaten maar de medaille werd officieel door president Armand Fallières toegekend op voordracht van de ministers van Oorlog en Marine. Vrijwilligers mochten op het lint van hun medaille een zilveren gesp met de woorden "ENGAGÉ VOLONTAIRE" dragen en zagen hun opoffering ook op het bij de medaille behorende diploma vermeld.
Frankrijk was sinds de verloren oorlog, de vernederende vrede, de hoge herstelbetalingen die aan Duitsland waren betaald en vooral de annexatie van Elzas-Lotharingen op wraak uit. Een symbool van dat revanchisme was dat de cadetten van de Militaire Academie in Saint-Cyr sinds 1870 zwarte in plaats van witte handschoenen droegen. De jonge mannen waren "in de rouw" voor Elzas en Lotharingen. Bij dit revanchisme paste de door de Louis Albert Philibert Auguste de Perusse des Cars, duc des Cars (1849-1920) bij Arthus-Bertrand bestelde uitvoering van de medaille. Daarop was op de keerzijde de opdracht "LE DUC DES CARS A SES FRERES D'ARMES" vermeld. De medaille met een diameter van 36 millimeter werd op 16 december 1911 aan de 18 of 19 overlevenden van de 55e jaargang van Saint-Cyr (1870-1872), bijgenaamd "la revanche", geschonken. Van deze medaille zijn ook verzilverde en vergulde exemplaren bekend.

## De rechthebbenden
De wet van 9 november 1911 noemde tien groepen gerechtigden "bénéficiares" voor de medaille. Volgens de wet mochten diegenen die hadden gevochten tijdens de oorlog van 1870-1871 en die met originele bescheiden konden aantonen dat zij onder de Franse vlag hadden gevochten in Frankrijk, in Algerije of aan boord van een oorlogsbodem de medaille ontvangen. De wet noemde:
- militairen in het staande leger tussen juli 1870 en februari 1871
- gardisten in de mobiele Nationale Garde (Garde nationale mobile)
- erkende oorlogsvrijwilligers (corps-francs reconnus)
- de in oktober en november 1870 gemobiliseerde gardisten van de Nationale Garde
- gardisten in plaatselijke afdelingen van de Nationale Garde in belegerde steden
- gardisten in plaatselijke afdelingen van de Nationale Garde in "open" steden
- militairen en burgerpersoneel van de marine
- de in 1870 in Parijs onder militair gezag geplaatste douaniers, boswachters en burgerwachten (gardiens de la paix)
- de in 1870 onder militair gezag geplaatste ambtenaren van het ministerie van Financiën en de voor het leger werkende postbeambten
- gardisten in die open steden die in 1870 of 1871 werden aangevallen en gardisten in de steden die vanwege de getoonde moed het Legioen van Eer in hun wapen hadden mogen opnemen.

In een Wet van 27 maart 1912 werd het aantal gerechtigden uitgebreid. Nu werden ook groepen burgers genoemd die zich tijdens de oorlog en het beleg van Parijs verdienstelijk hadden gemaakt. De wet noemde:
- Artsen, ziekenbroeders en aalmoezeniers die konden aantonen dat zij op de slagvelden aanwezig waren geweest.
- Ballonvaarders die tijdens het beleg van Parijs het publiek hadden gediend door over de linies van de belegeraars te vliegen.

Op 13 juli 1923 voegde een nieuwe wet nog twee categorieën aan de lijst van gerechtigden toe. De wet noemde:
- kinderen, ten tijde van de oorlogsverklaring aan Duitsland in 1870 jonger dan 14 jaar, die vrijwillig dienst hadden genomen in de Nationale Garde. Ook zij mochten op het lint van hun medaille een gesp dragen en hun vrijwillige dienst werd ook. samen met het nummer van het bataljon en op het bij de medaille behorende diploma vermeld. Zij moesten als bewijsmiddel een archiefstuk laten zien.
- Kinderen die in 1870 of 1871 jonger dan 18 waren geweest en die, hoewel ze niet waren ingelijfd in het leger, daden van moed (acte de courage civique) hadden getoond. Zij moesten als bewijsmiddel een archiefstuk laten zien.

## Particuliere medailles

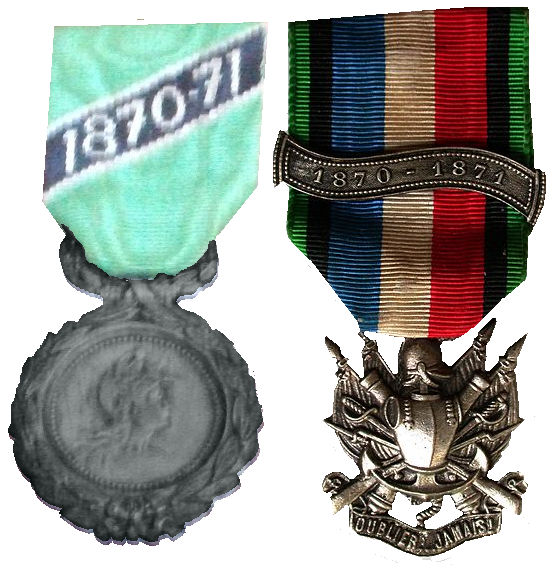
Twee particuliere medailles ter herinnering aan de Oorlog 1870-1871

Omdat de Franse regering had nagelaten een herdenkingsmedaille te stichten hadden veel van de veteranen jarenlang particuliere medailles en eretekens van oudstrijdersbonden en verenigingen gedragen.
Een aantal van de veteranen was voor hun bijdrage aan de oorlog onderscheiden met het Legioen van Eer of de Militaire Medaille of beide, maar veel veteranen waren nooit geëerd voor hun verdiensten. Dat zette kwaad bloed omdat de veteranen van eerdere oorlogen wél waren onderscheiden met bijvoorbeeld de Medaille voor de Campagne in Mexico of de Medaille voor de Campagne in Italië.
Bekend is een onderscheiding in de vorm van een trofee met daaronder de aansporing "1870 - 1871 OUBLIER, JAMAIS". Dit zilveren versiersel werd aan een lint in de kleuren van de Franse vlag met groene bies gedragen. Op het lint is een zilveren gesp met de jaartallen 1870 - 1871 bevestigd.
Er is ook een medaille bekend die gemodelleerd werd naar het voorbeeld van de Mexicaanse en Italiaanse herinneringsmedailles. Binnen een lauwerkrans is het portret van de verdreven Napoleon III echter vervangen door de kop van Marianne, de Franse maagd. Deze medaille werd aan een muntgroen lint met schuin daarop een zwarte balk met de jaartallen "1870 -1871" gedragen.
Deze onofficiële medailles werden niet op officiële uniformen gedragen, zij deden op burgerkleding dienst bij herdenkingen, op feestdagen en tijdens bijeenkomsten van veteranen.

## De medaille

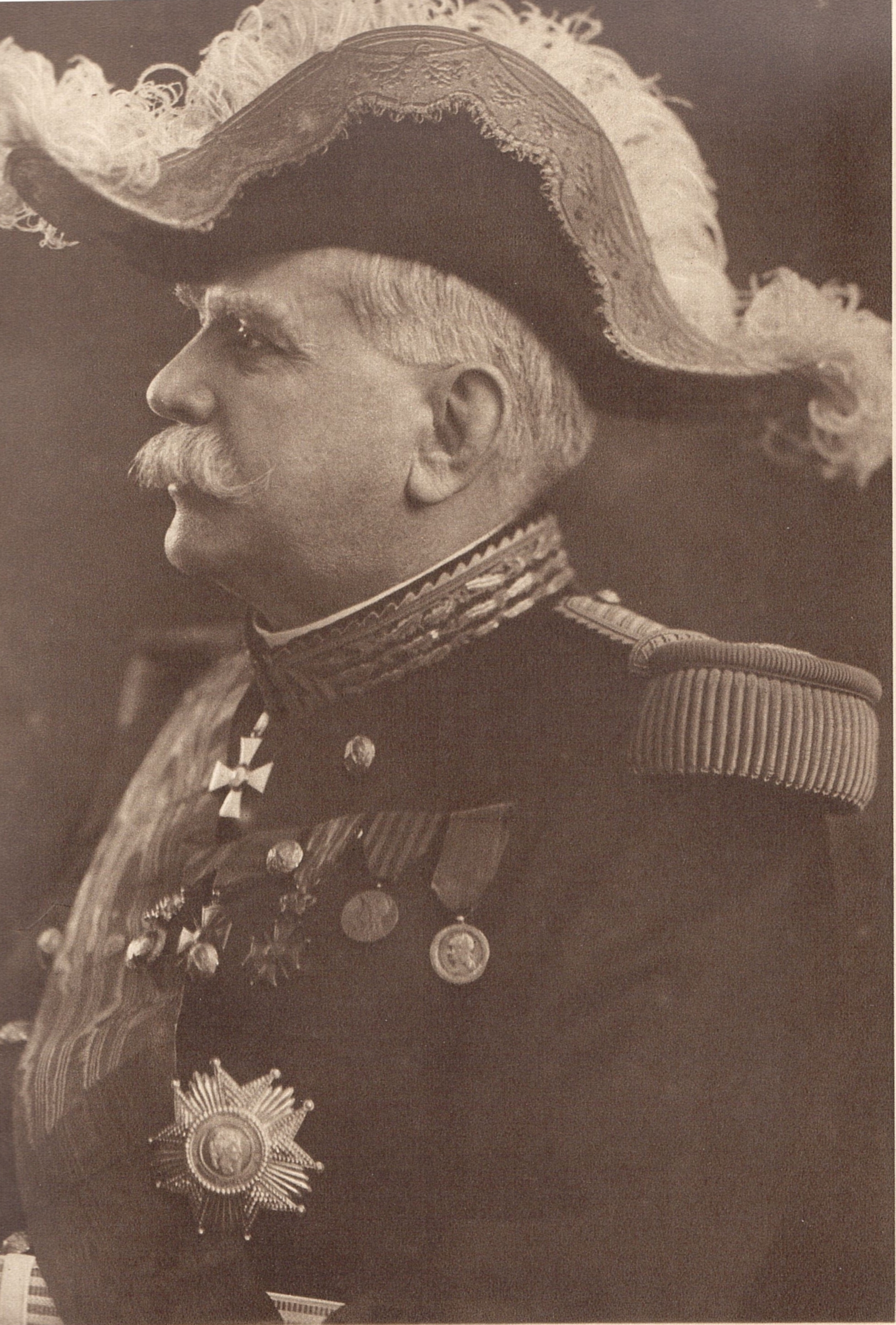
Maarschalk Joffre met de medaille zonder de gesp

De ronde bronzen medaille is gepatineerd en toont op de voorzijde een zinnebeeldige figuur, de "gehelmde en geharnaste republiek" (Frans:"la République casquée et cuirassée"). Het ontwerp van de medaille is van Georges Lemaire. Voor de vrouwenfiguur heeft Fernande Dubois, een populaire actrice van de Parijse Opéra-comique model gestaan. Het rondschrift luidt "REPUBLIQUE FRANÇAISE".
Op de keerzijde is een grote trofee afgebeeld. Daarop is een kleine rechthoekige ruimte uitgespaard voor de opdracht AUX DÉFENSEURS DE LA PATRIE. Boven de trofee staan de jaartallen 1870 - 1871.
De medaille heeft een diameter van 30 millimeter en werd aan een groen lint met vier zwarte strepen op de linkerborst gedragen.
Wanneer men op uniformen geen modelversierselen droeg was een kleine rechthoekige baton in de kleuren van het lint voorgeschreven. De medaille werd ook als miniatuur met een doorsnede van 19 millimeter gedragen op bijvoorbeeld een rokkostuum.